# Budai nyúlfarkfüves dolomitsziklagyep
A budai nyúlfarkfüves dolomitsziklagyep (Seslerietum sadlerianae Soó ex Zólyomi, 1936) olyan, edafikus sziklagyep, amely kizárólag a budai nyúlfarkfű (Sesleria sadleriana) elterjedési területén (a Dunakanyartól a Budai-hegységig) fordul elő. Kizárólag a tölgyes zónában, 200–660 m magasan nő — általában az északias, ritkábban - 500 méter felett - a délre néző lejtőkön. Endemikus, jégkori reliktum jellegű asszociáció, amely kizárólag dolomiton fordul elő. Talaja váztalaj, illetve rendzina.
Amint ezt a társulás neve is mutatja, uralkodó faja a budai nyúlfarkfű, ami az északra néző oldalakon sűrű, zárt gyepben nő, a délnek forduló lejtőkön viszont kiritkul; állományába viszonylag kevés más faj elegyedik, főleg:
- deres csenkesz (Festuca pallens),
- lappangó sás (Carex humilis) és
- magyar rozsnok (Bromus  pannonicus).

Más dolomit sziklagyepekkel közösek a további kísérő fajok:
- korongpár (Biscutella laevigata) — magashegységi jellegű,
- kövér daravirág (Draba lasiocarpa),
- keserű pacsirtafű (Polygala amara),
- hegyi hagyma (Allium montanum),
- sziklai perje (Poa badensis),
- szürke napvirág (Helianthemum canum).

A szárazgyepek fajai:
- dolomit kutyatej (Euphorbia segueriana subsp. minor),
- naprózsa (Fumana procumbens),
- homoki ibolya (Viola rupestris),
- osztrák pozdor (Scorzonera austriaca).

Az erdős sztyepp fajai:
- budai imola (Centaurea sadleriana),
- ágas homokliliom (Anthericum ramosum),
- sárga len (Linum flavum),
- leánykökörcsin (Pulsatilla grandis)
- hangyabogáncs (Jurinea mollis),
- magyar aszat (Cirsium pannonicum).

Erdei és réti fajok:
- lenlevelű zsellérke (Thesium linophyllon),
- rezgőpázsit (Briza media),
- réti margitvirág (Leucanthemum vulgare).

Az erdőkkel határos szegélyein megjelenik benne néhány ritka orchideafaj is:
- gérbics (Limodorum abortivum),
- vitézvirág (Anacamptis pyramidalis).